# Enceinte de Huy
L'enceinte de Huy est une ancienne enceinte qui protégeait la ville de Huy.

## Démolition (1715)
Le traité de la Barrière signé en 1715 entraine la destruction du château ainsi que des remparts et portes de la ville.